# Mademoiselle de Villiers
Pour les articles homonymes, voir Raisin (homonymie), Villiers et de Villiers.
Catherine Raisin, dite Mademoiselle de Villiers, est une actrice française baptisée à Troyes le 12 avril 1649 et décédée le 25 août 1701.

## Biographie
Elle débute à la Comédie-Française en 1691. 
Sociétaire de la Comédie-Française en 1696. 
Retraitée en 1696.